# 47171 Lempo
(47171) Lempo (of 1999 TC36) is een planeetachtig object in de Kuipergordel, gelegen in het buitenste gebied van het zonnestelsel. Het is een trinair systeem, bestaande uit een centraal object, dat zelf uit twee objecten bestaat, Lempo en Hiisi, en daarbuiten een kleine natuurlijke satelliet, Paha. Het binair systeem van Lempo en Hiisi staat bekend als  (47171) Lempo-Hiisi. 47171 Lempo is op 1 oktober 1999 ontdekt door de Amerikaanse astronomen Eric Rubenstein en Louis-Gregory Strolger in het Kitt Peak National Observatory in Arizona, Verenigde Staten. en is geclassificeerd als een plutino met een 2:3 baanresonantie met Neptunus. Het is een van de helderste transneptunische objecten. Het bereikte het perihelium in juli 2015.  De andere twee componenten van het trinaire systeem, Paha en Hiisi, zijn respectievelijk in 2001 en 2007 ontdekt. 

## Naam
De planetoïde is vernoemd naar Lempo uit de Finse mythologie. Lempo werd oorspronkelijk vereerd als de god van de liefde en de vruchtbaarheid, maar werd later afgebeeld als een duivel, na de kerstening van Finland. Lempo bracht de held Väinämöinen ten val met de hulp van zijn twee demonen: Paha en Hiisi, waarnaar de andere twee componenten van het trinaire systeem zijn vernoemd. De officiële naamgeving werd op 5 oktober 2017 gepubliceerd door het Minor Planet Center.

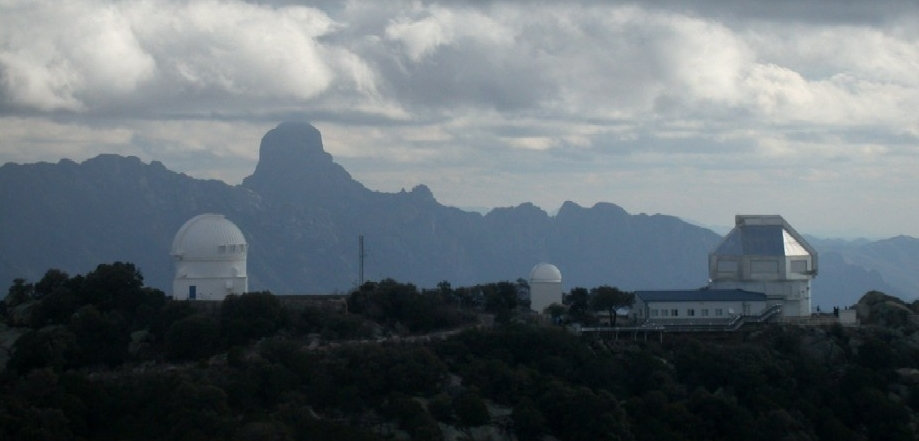
Lempo werd ontdekt met de 0,9-meter WIYN-telescoop (links) op het Kitt Peak observatorium.

## Fysische kenmerken

Vergelijking van de gemiddelde afstanden en diameters van transneptunische binairen waaronder Lempo-Hiisi.

De gecombineerde waarnemingen van de Spitzer Space Telescope, Herschel Space Telescope en de Hubble Space Telescope maakten het mogelijk om de afmetingen van de componenten van het systeem te schatten en daarmee de massadichtheid van het object te bepalen. De diameter van Lempo wordt geschat op 393 km.
De zeer lage geschatte dichtheid van 0,3-0,8 g/cm³ in 2006 zou wijzen op een ongewoon hoge porositeit van 50-75%. De directe meting van zichtbare fluxen van alle drie de componenten van het stelsel in 2009 door Hubble heeft geresulteerd in een verbeterde schatting van gemiddelde dichtheid van 0,532 g/cm³. Dit bevestigt de gedachte dat object waarschijnlijk een grote diffuse wolk materiaal is. De schatting van de dichtheid werd naar boven bijgesteld tot 0,64 g/cm³ in 2012 toen nieuwe informatie van de Herschel beschikbaar kwam. De porositeit zou tussen 36 en 68% liggen, wat de conclusie over de structuur van het object wederom bevestigt.

## Paha en Hiisi

### Paha

Vergelijking van de afmetingen van de objecten van het Lempo-systeem.

Op 8 december 2001 ontdekten Chadwick Trujillo en Michael Brown met de Hubble ruimtetelescoop een kleine maan bij Lempo, die de voorlopige naam S/2001 (47171) 1 kreeg, en later Paha werd genoemd. De ontdekking werd op 10 januari 2002 bekendgemaakt. De natuurlijke satelliet heeft een geschatte diameter van 132 km en een ellips van 7411±12 km, en draait om Lempo in 50,302±0,001 dagen. Men schat dat hij slechts een massa heeft van ongeveer 7,67×1017 kg.

### Hiisi

Het systeem gefotografeerd in 2003 tot 2006, door Hubble.

In 2007 bleek uit analyse van de Hubble-beelden dat de Lempo zelf een binair systeem is, bestaande uit twee componenten van vergelijkbare grootte. Een component behield de naam Lempo, de ander werd voorlopig aangeduid als S/2007 (47171) 1 en kreeg later de naam Hiisi.

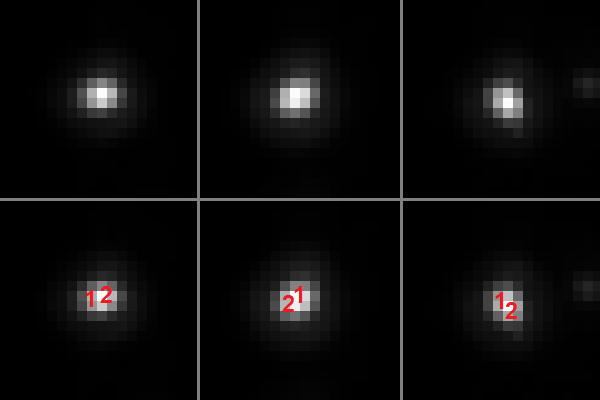
Hubble-opnamen van het Lempo-Hiisi-systeem, met de twee componenten gemarkeerd met "1" en "2", Paha is een paar pixels groot.

Animatie door Hubble

Dit centrale paar heeft een ellips van ongeveer 867 km en een rotatieperiode van ongeveer 1,9 dagen. Uitgaande van gelijke albedo's van ongeveer 0,079, zijn Lempo en Hiisi ongeveer 272 en 251 km in diameter. De eerder ontdekte satelliet Paha draait om het centrum van het Lempo-Hiisi-systeem.
De geschatte massa op basis van de beweging van Paha is (12,75±0,06)×1018 kg. De baanbeweging van de Lempo-Hiisi componenten geeft een iets hogere geschatte massa van (14,20±0,05)×1018 kg. Dit verschil heeft waarschijnlijk te maken met specifieke interacties van de componenten in een complex trinair systeem. Uitgaande van een dichtheid voor alle componenten, is de massa van Hiisi zelf 5,273×1018 kg.

## Oorsprong
Er bestaan twee hypotheses over hoe dit trinaire stelsel is ontstaan. De eerste is dat er een reusachtige botsing was waarna anuit een accretieschijf het stelsel gevormd is. De tweede is dat een derde object via de zwaartekracht door de reeds bestaande binair werd aangetrokken. De vergelijkbare afmetingen van Lempo en Hiisi ondersteunen de laatste hypothese.